# 김양수 (강원도의원)
김양수(金洋洙, 1960년 2월 10일 ~ )은 대한민국의 제7·8대 강원도의원이다.

## 학력
- 양양중학교 졸업
- 양양고등학교 졸업
- 강원대학교 경제학과 학사 졸업

### 비학위 수료
- 강릉대학교 경영정책과학대학원 지역개발학과 행정학 석사 졸업

## 경력
- 양양군 장애인 보호작업장 초대 원장
- 양양군 청년회의소 회장
- 방폐장 유치위원회 위원장
- 양양군 자원봉사센터 부회장
- 2009.03.25 민주당 탈당
- 2009.04 ~ 2010.06 제7대 강원도의회 의원
- 2009.04 ~ 2010.06 제7대 강원도의회 후반기 관광건설위원회 위원
- 2009.04 ~ 2010.06 제7대 강원도의회 후반기 예산결산특별위원회 위원
- 2010.07 ~ 2014.03 제8대 강원도의회 의원
- 2010.07 ~ 2012.07 제8대 강원도의회 전반기 사회문화위원회 위원
- 2010.07 ~ 2012.07 제8대 강원도의회 전반기 농림수산위원회 위원
- 2011.04.12 민주당 입당
- 2011.07 ~ 2011.09 제8대 강원도의회 송전탑피해대책특별위원회 위원
- 2012.07 ~ 2014.03 제8대 강원도의회 후반기 기획행정위원회 위원
- 2014.03 ~ 2015.12 새정치민주연합
- 2015.12 ~ 2020.03 더불어민주당

## 역대 선거 결과
|  | 35.99% |

|  | 58.99% |

|  | 47.17% |

|  | 28.65% |